# Giemsi
Giemsi (né Jean-Marc Couchet le 21 janvier 1973) est un dessinateur de presse français.

## Collaborations
- France 3
- Radio France
- La Voix du Midi
- Satiricon
- Bakchich
- La Mèche
- Zélium
- Spirou Magazine
- L'Écho des savanes
- Mon quotidien

## Prix reçus
- Participation au salon I-Expo, le CNIT paris 2006. 3e prix d’illustration.
- 1er Prix 2010 du Festival de la Caricature et du Dessin de Presse de Castelnaudary
- 1er Prix Tignous 2017 décerné par la ville de Montreuil.